# Марзук (муниципалитет)
Марзук (араб. مرزق‎) — административный район в Ливии. Административный центр — город Марзук. Площадь — 356 308 км². Население 78 621 человек (2006 г.).

## Географическое положение
На юге Марзук граничит с Нигером и Чадом. Внутри страны Марзук граничит со следующими муниципалитетами:
- На севере: Вади-эль-Хаят, Сабха, Эль-Джуфра.
- На западе: Гат.
- На востоке: Эль-Куфра.